# Мюш, Андре
Андре Мюш (фр. André Muschs, 10 августа 1934, Иксель, Бельгия) — бельгийский хоккеист (хоккей на траве), нападающий.

## Биография
Андре Мюш родился 10 августа 1934 года в бельгийском городе Иксель.
В 1956 году вошёл в состав сборной Бельгии по хоккею на траве на Олимпийских играх в Мельбурне, занявшей 7-е место. Играл на позиции нападающего, провёл 3 матча, мячей не забивал.
В 1960 году вошёл в состав сборной Бельгии по хоккею на траве на Олимпийских играх в Риме, занявшей 11-е место. Играл на позиции нападающего, провёл 4 матча, забил 1 мяч в ворота сборной Нидерландов.
В 1964 году вошёл в состав сборной Бельгии по хоккею на траве на Олимпийских играх в Токио, поделившей 11-12-е места. Играл на позиции нападающего, провёл 7 матчей, забил 4 мяча (три в ворота сборной Канады, один — Малайзии).
В 1968 году вошёл в состав сборной Бельгии по хоккею на траве на Олимпийских играх в Мехико, занявшей 9-е место. Играл на позиции нападающего, провёл 7 матчей, забил 2 мяча (по одному в ворота сборных Мексики и Японии).